# قاضي جوب (مقاطعة دهغلان)
قاضي جوب (بالفارسية: قاضی جوب) هي قرية تقع في قسم حومة دهغلان الريفي (مقاطعة دهغلان) في إيران. يقدر عدد سكانها بـ 275 نسمة بحسب إحصاء 2016.